# Авария B-2 Spirit на Гуаме
Авария B-2 Spirit на Гуаме — авиационная авария, произошедшая в субботу 23 февраля 2008 года на авиабазе Андерсен (остров Гуам). Стратегический бомбардировщик Northrop Grumman B-2A Spirit ВВС США выполнял плановый вылет в составе звена из четырёх бомбардировщиков из Гуама в Канзас-Сити, но вскоре после взлёта резко накренился влево и рухнул на землю в стороне от ВПП. Оба члена экипажа на его борту выжили, успев катапультироваться. Авария на Гуаме стала самой «дорогой» в истории авиации (ущерб составил $1 400 000 000).

## Борт 89-0127
Northrop Grumman B-2A Spirit (регистрационный номер 89-0127, серийный 1012, линейный AV-12) был выпущен в 1989 году. 17 февраля 1995 года был передан Военно-воздушным силам США, 13 мая того же года получил имя Spirit of Kansas, в том же году был прикреплён к 393-й бомбардировочной эскадрилье 509-го бомбардировочного крыла ВВС США, базировавшегося на авиабазе Уайтмен в Канзас-Сити (Миссури). Оснащён четырьмя газотурбинными двигателями General Electric F118-GE-100. На день аварии налетал 5176 часов.

## Экипаж
- Пилот — майор Райан А. Линк (англ. Ryan A. Link). Налетал 2660 часов, 279 из них на Northrop B-2 Spirit.
- Командир миссии — капитан Джастин Т. Грив (англ. Justin T. Grieve). Налетал 2330 часов, 336 из них на Northrop B-2 Spirit (66 из них в качестве пилота-инструктора).

## Авария
23 февраля 2008 года звено из четырёх стратегических бомбардировщиков Northrop Grumman B-2A Spirit совершало взлёт с авиабазы Андерсен на острове Гуам. Борт 89-0127 Spirit of Kansas взлетал последним по счёту, но уже через несколько секунд после отрыва от взлётной полосы резко накренился влево. После того как его левое крыло задело землю и прочертило по ней несколько метров, пилот и командир миссии катапультировались, но при этом получили ранения. В ту же секунду неуправляемый борт 89-0127 рухнул на землю между ВПП и рулёжной дорожкой, наполовину разрушился и сгорел.

## Расследование
Специальная комиссия по расследованию причин аварии пришла к выводу, что авария борта 89-0127 произошла из-за неправильных показаний датчиков приёмника воздушного давления. Из-за скопившегося внутри них конденсата датчики были неправильно откалиброваны, вследствие чего во время взлёта они выдали неправильную информацию, которая использовалась бортовым компьютером для расчёта угла атаки и скорости отрыва от ВПП. Сочетание слишком низкой скорости отрыва и большого угла атаки привело к сваливанию, потере набранной высоты и управления и неконтролируемому крену влево. Сразу после того, как левое крыло зацепило землю, оба члена экипажа катапультировались, а самолёт рухнул на землю.
Действия экипажа были признаны правильными, других отклонений от штатного режима в работе бортовых систем не было выявлено, а моделирование ситуации на тренажёре показало, что спасти бомбардировщик было невозможно.

## Культурные аспекты
Авария на Гуаме показана в 22 сезоне канадского документального телесериала Расследования авиакатастроф в серии Падение стелс-бомбардировщика.